# Cistanche calotropidis
Cistanche calotropidis är en snyltrotsväxtart som först beskrevs av Edgeworth, och fick sitt nu gällande namn av Robert Wight. Cistanche calotropidis ingår i släktet Cistanche och familjen snyltrotsväxter. Inga underarter finns listade i Catalogue of Life.